# China National Petroleum Corporation

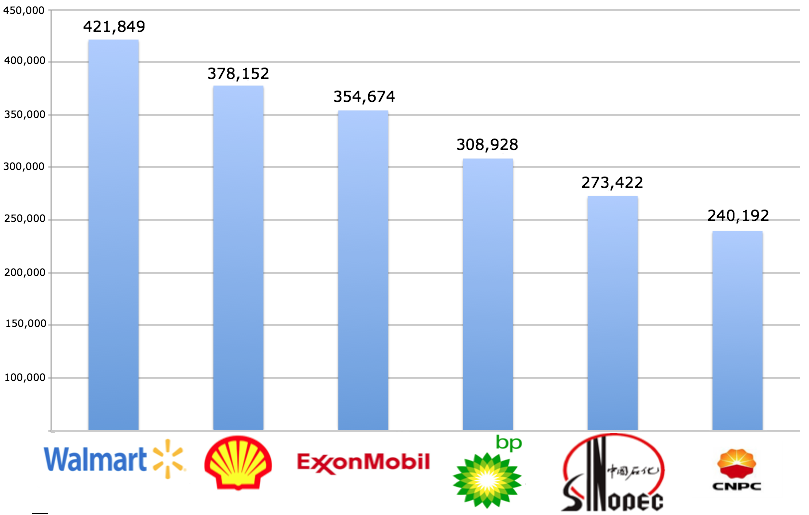
Größte Unternehmen der Welt 2012 nach Umsatz (CNPC auf Rang 6)

China National Petroleum Corporation (CNPC, chinesisch 中國石油天然氣集團公司, Pinyin Zhōngguó Shíyóu Tiānránqì Jítuán Gōngsī) ist ein staatlicher chinesischer Ölkonzern. Zusammen mit CNOOC und Sinopec gehört CNPC zu den drei großen Mineralölunternehmen Chinas. Das Unternehmen steht unter der Leitung von Wang Yilin. Im Jahr 2017 beschäftigte der chinesische Konzern insgesamt über 1,3 Millionen Mitarbeiter.

## Geschichte
1949 wurde das chinesische Erdölministerium gegründet, aus dem 1988 die China National Petroleum Corporation als Nachfolgeorganisation hervorging. 1993 begann die Internationalisierung mit der Unterzeichnung eines Servicevertrags für ein Ölfeld in Peru.
Im August 2005 kaufte die Gesellschaft als erste Chinas ein ausländisches Ölunternehmen, und zwar für 4,3 Milliarden US-Dollar die in Kanada beheimatete PetroKazakhstan. CNPC sichert sich damit einen Teil des kasachischen Öls, das auch nach Russland und Europa exportiert wird.
Am 13. November 2005 kam es in der Petrochemiefabrik No. 101 zum Chemieunfall von Jilin, bei dem die Fabrik explodierte und der Songhua Jiang verseucht wurde. Da der Fluss als Grundlage der Trinkwasserversorgung in der Region dient, musste die Versorgung teilweise unterbrochen werden. Davon war auch die Metropole Harbin betroffen.
Am 25. September 2007 unterzeichnete CNPC mit der Regierung des Tschad ein Joint-Venture für die Raffinerie von Erdöl im Tschad.
Am 7. September 2013 unterzeichnete die CNPC und KazMunaiGaz Verträge, die der CNPC für fünf Milliarden US-Dollar einen Anteil von 8 Prozent am Ölfeld von Kaschagan im nördlichen Kaspischen Meer beteiligt. Die Reserven des Ölfeldes werden auf rund 38 Milliarden Barrel (je 159 Liter) geschätzt.
Am 21. Mai 2014 schloss CNPC einen Vertrag mit dem staatlichen russischen Erdgasförderunternehmen Gazprom über die Lieferung von jährlich mindestens 38 Milliarden Kubikmeter Gas nach China ab 2018 für eine Dauer von 30 Jahren. Insgesamt entspricht der Wert des Geschäftes etwa 400 Milliarden US-Dollar.

## Tochterunternehmen
PetroChina ist ein Tochterunternehmen der staatlichen CNPC und verkaufte Anfang November 2007 in Shanghai 4 Milliarden Aktien und brachte damit 2,2 Prozent seines erweiterten Aktienkapitals an die Börse. Eine weitere Tochtergesellschaft ist Kunlun Energy, die an der Hong Kong Stock Exchange gelistet ist. Die CNPC-AktobeMunaiGas in Kasachstan ist zu 91 Prozent im Besitz von CNPC.

## Geschäftsbereiche
Das Geschäft der CNPC ist in die drei Bereiche Oil & Gas Operations (das Hauptgeschäft der CNPC), Field Services, Engineering & Construction und Petroleum Equipment unterteilt.
Der Bereich Oil & Gas Operations ist wiederum in Upstream, Midstream, Downstream und Chemicals unterteilt, so dass CNPC die gesamte Wertschöpfungskette der Ölindustrie abdeckt.
Im Upstream-Bereich ist CNPC außer in China inzwischen in 26 Ländern aktiv. Insgesamt gibt das Unternehmen an, über 3062 Millionen Tonnen Öl- und 2320 Millionen Tonnen Gasreserven zu verfügen.
Midstream betreibt im Wesentlichen Pipelines von insgesamt 39.316 Kilometern Länge in China, es wurden aber auch schon Pipelines für die internationalen Aktivitäten, unter anderem im Sudan und in Kasachstan, gebaut.
Im Downstream-Bereich betreibt CNPC mehrere Raffinerien, die 2007 insgesamt 77 Millionen Tonnen Mineralölprodukte erzeugt haben – davon 49 Millionen Tonnen Dieselkraftstoff und 25 Millionen Tonnen Benzin. CNPC betreibt in China 18.648 Tankstellen.
Die Chemie-Sparte produziert Grundchemikalien wie Polyethylen, Polypropylen und Polyester.

## Vorfälle

### Gasaustritt in Chongqing im Jahr 2003
243 Menschen starben, 2.142 wurden hospitalisiert, als am 23. Dezember 2003 Gas aus dem Bohrloch 16H in Luojia austrat.

### Explosion einer Chemiefabrik und Austritt von Benzol in den Songhua-Fluss
Am 13. November 2005 explodierte eine Chemiefabrik in der Provinz Jilin. Fünf Menschen starben, fast 70 wurden verletzt. Nach der Explosion trat Benzol in den Songhua-Fluss aus, weshalb die Wasserversorgung von 3,8 Millionen Menschen unterbrochen wurde.

### Explosion einer Gas-Pipeline in Sichuan
Am 20. Januar 2006 explodierte eine Gas-Pipeline in Sichuan. Offiziellen Berichten zufolge wurden neun Menschen getötet und beinahe 40 verletzt.

### Gasaustritt in Chongqing im Jahr 2006
Am 25. März 2006 trat aus dem Bohrloch 2 in Luojia Gas aus. Der dritte Verschluss-Versuch sechs Tage nach dem Austritt war erfolgreich. Es wurden offiziellen Angaben zufolge 15.000 Menschen evakuiert.

### Dieselaustritt in die Zuflüsse des Gelben Flusses
Im Januar 2010 flossen ca. 150 m³ Diesel aus dem Leck einer Diesel-Pipeline in die Flüsse Chishui und Weihe, welche im Gelben Fluss münden. Einer Untersuchung von CNPC zufolge entstand der Schaden während Bauarbeiten einer Drittpartei.

### Explosion einer Öl-Pipeline in Dalian
Am 16. Juli 2010 wurden 11 km² als Folge einer Explosion „schwer“ verschmutzt.